# Mehdi Hasheminasab
Mehdi Hasheminasab (en persa: سید مهدی هاشمی‌نسب‎; Abadan, Irán; 27 de enero de 1973) es un exfutbolista de Irán que jugaba en la posición de defensa. Actualmente es entrenador asistente del Foolad FC de la Iran Pro League.

## Carrera

### Club
| Periodo   | Club             |
| --------- | ---------------- |
| 1994–1996 | Pars Khodro FC   |
| 1996–1997 | Köpetdag Aşgabat |
| 1997–2000 | Persepolis FC    |
| 2000–2003 | Esteghlal FC     |
| 2003–2004 | PAS Teherán FC   |
| 2004–2005 | Saipa FC         |
| 2005–2006 | Oghab FC         |
| 2006–2008 | FC Aboomoslem    |
| 2008–2009 | Payam Mashhad FC |
| 2011      | Siah Jamegan FC  |
| 2012      | FC Aboomoslem    |

### Selección nacional
Jugó para Irán en 30 ocasiones de 1999 a 2001 y anotó tres goles; participó en la Copa Asiática 2000.

## Logros
- Iran Pro League: 4

1999, 2000, 2001, 2004
- Copa Hazfi: 2

2002